# La Femme-cochère
La Femme-cochère est un court métrage muet français réalisé par Henri Desfontaines sorti en 1911.

## Fiche technique
- Réalisation : Henri Desfontaines
- Pays : France
- Format : Muet - Noir et blanc
- Genre : Court métrage
- Durée : inconnue
- Date de sortie : 
  -  France - 1911

## Distribution
- Tramel
- René Koval
- Gabrielle Lange
- Claudius
- Landrini